# サイバーベルクート
サイバーベルクート（ロシア語：КиберБеркут、ウクライナ語：КіберБеркут）は、親ロシアのハッカーグループ。

## 概要
ウクライナの親ロシアハッカー集団としてNATOのサイトをダウンさせたまた、2015年1月にはドイツ首相と議会ホームページをダウンさせたとの報道が存在する。